# 1166
1166 (MCLXVI) a fost un an obișnuit al calendarului iulian.

## Evenimente
- 3 martie: Regele Henric al II-lea al Angliei părăsește Anglia, pentru a debarca în posesiunile sale din Franța.
- 12 iunie: Ca urmare a actului de trădare al lui Raoul al II-lea de Fougeres, regele Henric al II-lea al Angliei distruge din temelii castelul Fougeres.
- 12 iunie: Ducele Conan al IV-lea de Bretagne este constrâns să abdice în favoarea fiicei sale, Constance; ca urmare a logodnei acesteia cu Geoffroi, fiul lui Henric al II-lea, regele Angliei controlează direct Bretagne.
- 11 iulie: Intervenție a regelui Ludovic al VII-lea al Franței în Burgundia, ca urmare a apelului episcopului de Mâcon împotriva contelui Guillaume de Chalons.
- 18 octombrie: Ducele Henric de Sandomierz cade în luptă în timpul unei cruciade împotriva prusienilor din zona Balticii.

### Nedatate
- ianuarie-februarie: Sinodul episcopal de la Oxford, în prezența regelui Henric al II-lea al Angliei: biserica Angliei îi condamnă pe cathari.
- februarie: Asizele de la Clarendon intră în vigoare: reformă legislativă în Anglia.
- noiembrie: Împăratul Frederic Barbarossa începe o nouă campanie în Italia.
- Novgorod devine arhiepiscopie sufragană; arhiepiscopul Ilie publică un set de instrucțiuni asupra ritului și disciplinei liturgice.
- Regele irlandez din Leinster, Dermot MacMurrough este alungat, însă obține sprijinul regelui Henric al II-lea al Angliei; acesta din urmă trimite o armată de normanzi, sub comanda lui Richard Strongbow, conte de Pembroke, care debarcă în Irlanda și ocupă Waterford și Dublin.
- Ștefan Nemania ia titlul de mare prinț, fapt ce marchează emanciparea Serbiei față de Imperiul bizantin.

## Înscăunări
- 7 mai: Wilhelm al II-lea "cel Bun", rege al Siciliei (1166-1189).
- 12 iunie: Constance, ducesă de Bretagne.
- Marcu al III-lea, patriarh de Alexandria.
- Ruaidri O'Connor, "rege suprem" al Irlandei.
- Ștefan Nemania, mare prinț al Serbiei (1166-1196).

## Nașteri
- 29 iunie: Henric al II-lea, conte de Champagne (d. 1197).
- 27 decembrie: Ioan I "Fără de Țară", rege al Angliei (d. 1216).
- Eudes al III-lea, duce de Burgundia (d. 1218).

## Decese
- 1 ianuarie: Bulgaro, jurist italian (n. 1085).
- 29 aprilie: Ioan al V-lea, patriarh de Alexandria ()n. ?
- 7 mai: Wilhelm I "cel Rău", rege al Siciliei (n. 1131).
- 18 octombrie: Henric, duce de Sandomierz (n. ?)
- Abd al-Kadir al-Gilani, mistic persan (n. 1078).
- Al Idrisi, călător musulman (n. ?)
- Khwaja Ahmad Yasavi, poet mistic turc (n. 1106).
- Ramon Berengar al II-lea, conte de Provence (n. 1140).
- Sfânta Rozalia, patron al orașului Palermo (n. 1130).